# أريون (أسطورة)
أريون (بالإنجليزية: Arion) هو اسم حصان خرافي مجنح خرج من الإلهة ديميتر والإله بوزیدون، يملك قوى عجيبة وخارقة للعادة، وقدمه اليمنى قدم إنسان. أخذه أدراستون معه في الحملة ضد طيبة، فأنقذ الحصان حياته.

واسم شاعر غنائي وموسیقار شهیر كان مفضلا في بلاط بریندر ملك كورنث، جمع من حرفته ثروة هائلة.

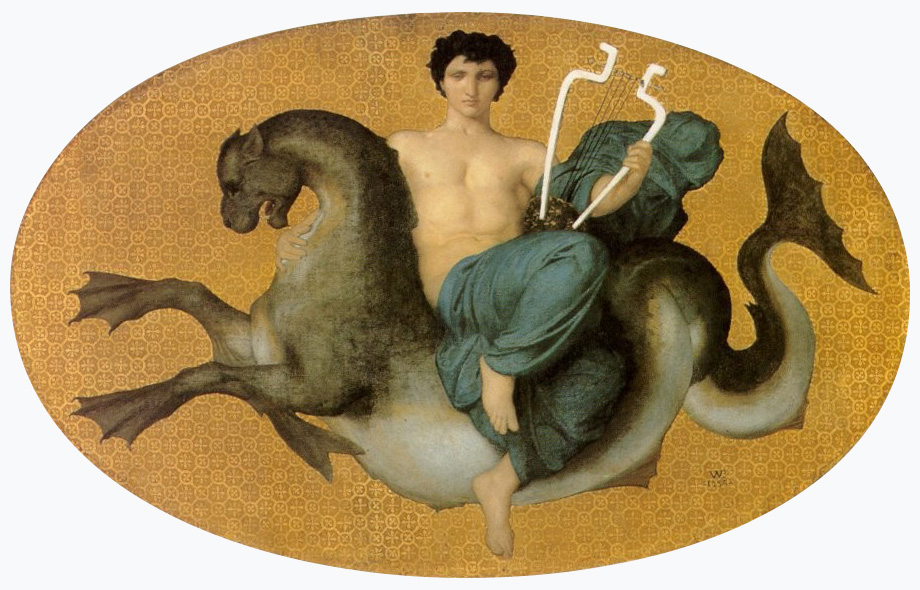
الحصان المجنح أريون